# Trilistnik
Trilistnik (Bulgaars: Трилистник) is een dorp in Bulgarije. Het dorp is gelegen in de gemeente Maritsa, oblast Plovdiv. Het dorp ligt hemelsbreed ongeveer 12 km ten noordoosten van Plovdiv en 138 km ten zuidoosten van de hoofdstad Sofia.

## Bevolking
Op 31 december 2020 woonden er 824 personen in het dorp Trilistnik.
|  |

De grootste bevolkingsgroep vormden de etnische Bulgaren, maar er woont ook een grote gemeenschap van de Roma. Een groot deel van de bevolking heeft geen etnische achtergrond gespecificeerd in de volkstelling van 2011.
| Etnische samenstelling van de respondenten (2011) | Etnische samenstelling van de respondenten (2011) | Etnische samenstelling van de respondenten (2011) | Etnische samenstelling van de respondenten (2011) | Etnische samenstelling van de respondenten (2011) |
| ------------------------------------------------- | ------------------------------------------------- | ------------------------------------------------- | ------------------------------------------------- | ------------------------------------------------- |
|                                                   |                                                   |                                                   |                                                   |                                                   |
| Bulgaren                                          | Bulgaren                                          |                                                   | 72,5%                                             | 72,5%                                             |
| Turken                                            | Turken                                            |                                                   | 0,0%                                              | 0,0%                                              |
| Roma                                              | Roma                                              |                                                   | 16,7%                                             | 16,7%                                             |
| Anders/Onbekend                                   | Anders/Onbekend                                   |                                                   | 10,8%                                             | 10,8%                                             |

Van de 865 inwoners in februari 2011 werden geteld, waren er 150 jonger dan 15 jaar oud (17,3%), gevolgd door 522 personen tussen de 15-64 jaar oud (60,3%) en 193 personen van 65 jaar of ouder (22,3%).